# إليز سورينسن
إليز سورينسن (بالدنماركية: Elise Sørensen)‏ هي ممرضة دنماركية، ولدت في 2 يوليو 1903 في Kalundborg ‏ في الدنمارك، وتوفيت في 5 يوليو 1977 في  في الدنمارك.